# Martinho Gomes da Fonseca
Martinho Gomes da Fonseca (Lisboa, 3 de Janeiro de 1890 — Lisboa, 14 de Janeiro de 1972) foi um pintor, caricaturista e professor de artes plásticas. Foi presidente da Sociedade Nacional de Belas-Artes e colaborador da Seara Nova.

## Biografia
Foi aluno de Columbano Bordalo Pinheiro na Escola Superior de Belas-Artes de Lisboa, tendo enveredado pela carreira docente, como professor de artes plásticas.
Como pintor recebeu diversos prémios, nomeadamente o prestigioso Prémio Anunciação de 1912. Expôs em Portugal e em diversas cidades europeias e várias das suas obras constam de vários museus portugueses (Lisboa, Coimbra, Évora, Viseu e Guarda) e de colecções particulares. É autor do retrato de Bernardino Machado que consta da Galeria dos Presidentes da República Portuguesa. Foi um dos colaboradores da revista Seara Nova e ainda  da II série  da revista Alma nova  (1915-1918).
Foi professor efectivo de Desenho das Escolas Industriais e na Sociedade Nacional de Belas-Artes, de que foi presidente.
Na década de 1950 foi professor de Desenho na Escola Industrial e Comercial de Angra do Heroísmo, tendo desenvolvido uma importante acção como divulgador dos novos conceitos estéticos da pintura nos Açores, influenciando uma geração de novos artistas, entre os quais se destaca Rogério Silva.
A 11 de outubro de 1957, foi agraciado com o grau de Oficial da Ordem da Instrução Pública.